# Kuurne-Bruxelles-Kuurne 2023
Kuurne-Bruxelles-Kuurne 2023 var den 75. udgave af det belgiske cykelløb Kuurne-Bruxelles-Kuurne. Det 193,1 km lange linjeløb blev kørt den 26. februar 2023 med start og mål i Kuurne i Vestflandern. Løbet var en del af UCI ProSeries 2023.
Det blev en stor triumf for Team Jumbo-Visma. Det hollandske hold besatte de to øverste pladser på podiet, da Tiesj Benoot vandt foran holdkammeraten Nathan Van Hooydonck. Matej Mohorič fra Bahrain Victorious tog sig af tredjepladsen.

## Resultater
| \| Samlede stilling \| Samlede stilling \| Samlede stilling \| Samlede stilling \| Samlede stilling \| \| Rytter \| Rytter \| Hold \| Tid \| \| \| ---------------- \| -------------------- \| ------------------------ \| ---------------- \| ---------------- \| \| 1. \| Tiesj Benoot \| Jumbo-Visma \| 4t 32' 25" \| \| \| 2. \| Nathan Van Hooydonck \| Jumbo-Visma \| + 1" \| \| \| 3. \| Matej Mohorič \| Bahrain Victorious \| + 1" \| \| \| 4. \| Taco van der Hoorn \| Intermarché-Circus-Wanty \| + 1" \| \| \| 5. \| Tim Wellens \| UAE Team Emirates \| + 1" \| \| \| 6. \| Christophe Laporte \| Jumbo-Visma \| + 43" \| \| \| 7. \| Arnaud De Lie \| Lotto Dstny \| + 43" \| \| \| 8. \| Jordi Meeus \| Bora-Hansgrohe \| + 43" \| \| \| 9. \| Fabio Jakobsen \| Soudal Quick-Step \| + 43" \| \| \| 10. \| Jasper Stuyven \| Trek-Segafredo \| + 43" \| \| |                      |                          |            |
| |                      |                          |            |
| Kilde: ProCyclingStats |                      |                          |            |
| Samlede stilling |                      |                          |            |
| Rytter | Rytter               | Hold                     | Tid        |
| 1. | Tiesj Benoot         | Jumbo-Visma              | 4t 32' 25" |
| 2. | Nathan Van Hooydonck | Jumbo-Visma              | + 1"       |
| 3. | Matej Mohorič        | Bahrain Victorious       | + 1"       |
| 4. | Taco van der Hoorn   | Intermarché-Circus-Wanty | + 1"       |
| 5. | Tim Wellens          | UAE Team Emirates        | + 1"       |
| 6. | Christophe Laporte   | Jumbo-Visma              | + 43"      |
| 7. | Arnaud De Lie        | Lotto Dstny              | + 43"      |
| 8. | Jordi Meeus          | Bora-Hansgrohe           | + 43"      |
| 9. | Fabio Jakobsen       | Soudal Quick-Step        | + 43"      |
| 10. | Jasper Stuyven       | Trek-Segafredo           | + 43"      |

## Hold og ryttere
| UCI WorldTeams (17)- AG2R Citroën Team - Alpecin-Deceuninck - Astana Qazaqstan Team - Bora-Hansgrohe - Cofidis - Groupama-FDJ - Ineos Grenadiers - Intermarché-Circus-Wanty - Jumbo-Visma - Movistar Team - Soudal Quick-Step - Arkéa-Samsic - Team DSM - Team Jayco AlUla - Trek-Segafredo - UAE Team Emirates - Bahrain Victorious UCI ProTeams (8)- Uno-X Pro Cycling Team - Team Flanders-Baloise - Bingoal WB - Lotto Dstny - TotalEnergies - Human Powered Health - Israel-Premier Tech - Q36.5 Pro Cycling Team |
| |

### Danske ryttere
| Danske ryttere på startlisten |                         |                        |           |
| Rygnummer                     | Rytter                  | Hold                   | Placering |
| 5                             | Casper Pedersen         | Soudal Quick-Step      | DNF       |
| 172                           | Christopher Juul-Jensen | Team Jayco AlUla       | 66        |
| 186                           | Mathias Norsgaard       | Movistar Team          | DNF       |
| 216                           | Louis Bendixen          | Uno-X Pro Cycling Team | DNF       |
| 225                           | Alexander Salby         | Bingoal WB             | DNF       |

* DNF = gennemførte ikke

### Startliste
| Soudal Quick-Step SOQ | Soudal Quick-Step SOQ             | Soudal Quick-Step SOQ |
| --------------------- | --------------------------------- | --------------------- |
| Nr.                   | Rytter                            | Placering             |
| 1                     | Fabio Jakobsen (NED) (landevej)   | 9.                    |
| 2                     | Jannik Steimle (GER)              | DNF                   |
| 3                     | Davide Ballerini (ITA)            | 36.                   |
| 4                     | Yves Lampaert (BEL)               | 76.                   |
| 5                     | Casper Pedersen (DEN)             | DNF                   |
| 6                     | Florian Sénéchal (FRA) (landevej) | 40.                   |
| 7                     | Stan Van Tricht (BEL)             | DNF                   |

| Jumbo-Visma TJV | Jumbo-Visma TJV            | Jumbo-Visma TJV |
| --------------- | -------------------------- | --------------- |
| Nr.             | Rytter                     | Placering       |
| 11              | Dylan van Baarle (NED)     | 35.             |
| 12              | Tiesj Benoot (BEL)         | 1.              |
| 13              | Edoardo Affini (ITA)       | DNF             |
| 14              | Christophe Laporte (FRA)   | 6.              |
| 15              | Jan Tratnik (SLO)          | 34.             |
| 16              | Nathan Van Hooydonck (BEL) | 2.              |
| 17              | Per Strand Hagenes (NOR)   | 92.             |

| Trek-Segafredo TFS | Trek-Segafredo TFS      | Trek-Segafredo TFS |
| ------------------ | ----------------------- | ------------------ |
| Nr.                | Rytter                  | Placering          |
| 21                 | Jasper Stuyven (BEL)    | 10.                |
| 22                 | Filippo Baroncini (ITA) | DNF                |
| 23                 | Alex Kirsch (LUX)       | 27.                |
| 24                 | Bauke Mollema (NED)     | 90.                |
| 25                 | Jacopo Mosca (ITA)      | 89.                |
| 26                 | Toms Skujiņš (LAT)      | 23.                |
| 27                 | Mathias Vacek (CZE)     | DNF                |

| Bora-Hansgrohe BOH | Bora-Hansgrohe BOH           | Bora-Hansgrohe BOH |
| ------------------ | ---------------------------- | ------------------ |
| Nr.                | Rytter                       | Placering          |
| 31                 | Nico Denz (GER)              | DNF                |
| 32                 | Marco Haller (AUT)           | 53.                |
| 33                 | Jonas Koch (GER)             | 62.                |
| 34                 | Luis-Joe Lührs (GER)         | 57.                |
| 35                 | Jordi Meeus (BEL)            | 8.                 |
| 36                 | Nils Politt (GER) (landevej) | 54.                |
| 37                 | Ide Schelling (NED)          | 87.                |

| Arkéa-Samsic ARK | Arkéa-Samsic ARK      | Arkéa-Samsic ARK |
| ---------------- | --------------------- | ---------------- |
| Nr.              | Rytter                | Placering        |
| 41               | David Dekker (NED)    | DNF              |
| 42               | Daniel McLay (GBR)    | 80.              |
| 43               | Alan Riou (FRA)       | 72.              |
| 44               | Clément Russo (FRA)   | DNF              |
| 45               | Kévin Ledanois (FRA)  | DNF              |
| 46               | Luca Mozzato (ITA)    | 15.              |
| 47               | Donavan Grondin (FRA) | DNF              |

| AG2R Citroën Team ACT | AG2R Citroën Team ACT     | AG2R Citroën Team ACT |
| --------------------- | ------------------------- | --------------------- |
| Nr.                   | Rytter                    | Placering             |
| 51                    | Greg Van Avermaet (BEL)   | 81.                   |
| 52                    | Lawrence Naesen (BEL)     | 96.                   |
| 53                    | Oliver Naesen (BEL)       | 79.                   |
| 54                    | Valentin Retailleau (FRA) | DNF                   |
| 55                    | Michael Schär (SUI)       | 84.                   |
| 56                    | Bastien Tronchon (FRA)    | DNF                   |
| 57                    | Pierre Gautherat (FRA)    | 93.                   |

| Bahrain Victorious TBV | Bahrain Victorious TBV | Bahrain Victorious TBV |
| ---------------------- | ---------------------- | ---------------------- |
| Nr.                    | Rytter                 | Placering              |
| 61                     | Jonathan Milan (ITA)   | 12.                    |
| 62                     | Filip Maciejuk (POL)   | 45.                    |
| 63                     | Matej Mohorič (SLO)    | 3.                     |
| 64                     | Andrea Pasqualon (ITA) | 31.                    |
| 65                     | Fred Wright (GBR)      | 37.                    |
| 66                     | Dušan Rajović (SRB)    | DNF                    |
| 67                     | Cameron Scott (AUS)    | DNF                    |

| Intermarché-Circus-Wanty ICW | Intermarché-Circus-Wanty ICW | Intermarché-Circus-Wanty ICW |
| ---------------------------- | ---------------------------- | ---------------------------- |
| Nr.                          | Rytter                       | Placering                    |
| 71                           | Niccolò Bonifazio (ITA)      | DNF                          |
| 72                           | Dries De Pooter (BEL)        | 58.                          |
| 73                           | Rune Herregodts (BEL)        | DNF                          |
| 74                           | Arne Marit (BEL)             | 50.                          |
| 75                           | Madis Mihkels (EST)          | DNF                          |
| 76                           | Baptiste Planckaert (BEL)    | DNF                          |
| 77                           | Taco van der Hoorn (NED)     | 4.                           |

| Alpecin-Deceuninck ADC | Alpecin-Deceuninck ADC | Alpecin-Deceuninck ADC |
| ---------------------- | ---------------------- | ---------------------- |
| Nr.                    | Rytter                 | Placering              |
| 81                     | Jasper Philipsen (BEL) | DNF                    |
| 82                     | Sam Gaze (NZL)         | DNF                    |
| 83                     | Kaden Groves (AUS)     | 14.                    |
| 84                     | Robbe Ghys (BEL)       | DNF                    |
| 85                     | Silvan Dillier (SUI)   | DNF                    |
| 86                     | Axel Laurance (FRA)    | 82.                    |
| 87                     | Timo Kielich (BEL)     | 91.                    |

| Groupama-FDJ GFC | Groupama-FDJ GFC      | Groupama-FDJ GFC |
| ---------------- | --------------------- | ---------------- |
| Nr.              | Rytter                | Placering        |
| 91               | Lewis Askey (GBR)     | 60.              |
| 92               | Olivier Le Gac (FRA)  | 19.              |
| 93               | Fabian Lienhard (SUI) | 68.              |
| 94               | Paul Penhoët (FRA)    | DNF              |
| 95               | Miles Scotson (AUS)   | DNF              |
| 96               | Jake Stewart (GBR)    | DNF              |
| 97               | Samuel Watson (GBR)   | 18.              |

| UAE Team Emirates UAD | UAE Team Emirates UAD  | UAE Team Emirates UAD |
| --------------------- | ---------------------- | --------------------- |
| Nr.                   | Rytter                 | Placering             |
| 101                   | Pascal Ackermann (GER) | 30.                   |
| 102                   | Sjoerd Bax (NED)       | 86.                   |
| 104                   | Rui Oliveira (POR)     | 20.                   |
| 105                   | Matteo Trentin (ITA)   | DNF                   |
| 106                   | Michael Vink (NZL)     | DNF                   |
| 107                   | Tim Wellens (BEL)      | 5.                    |

| Astana Qazaqstan Team AST | Astana Qazaqstan Team AST | Astana Qazaqstan Team AST |
| ------------------------- | ------------------------- | ------------------------- |
| Nr.                       | Rytter                    | Placering                 |
| 111                       | Leonardo Basso (ITA)      | DNF                       |
| 113                       | Manuele Boaro (ITA)       | DNF                       |
| 114                       | Jevgenij Giditj (KAZ)     | DNF                       |
| 115                       | Jevgenij Fedorov (KAZ)    | 83.                       |
| 116                       | Martin Laas (EST)         | DNF                       |
| 117                       | Gleb Syritsa              | DNF                       |

| Team DSM DSM | Team DSM DSM          | Team DSM DSM |
| ------------ | --------------------- | ------------ |
| Nr.          | Rytter                | Placering    |
| 121          | Patrick Bevin (NZL)   | DNF          |
| 122          | Alberto Dainese (ITA) | DNF          |
| 123          | Nils Eekhoff (NED)    | DNF          |
| 124          | Leon Heinschke (GER)  | DNF          |
| 125          | Sean Flynn (GBR)      | 25.          |
| 126          | Tim Naberman (NED)    | 56.          |
| 127          | Casper van Uden (NED) | 46.          |

| Ineos Grenadiers IGD | Ineos Grenadiers IGD     | Ineos Grenadiers IGD |
| -------------------- | ------------------------ | -------------------- |
| Nr.                  | Rytter                   | Placering            |
| 131                  | Brandon Rivera (COL)     | 78.                  |
| 132                  | Michał Kwiatkowski (POL) | DNF                  |
| 134                  | Luke Rowe (GBR)          | DNF                  |
| 135                  | Magnus Sheffield (USA)   | 24.                  |
| 136                  | Connor Swift (GBR)       | 38.                  |

| Lotto Dstny LTD | Lotto Dstny LTD          | Lotto Dstny LTD |
| --------------- | ------------------------ | --------------- |
| Nr.             | Rytter                   | Placering       |
| 141             | Arnaud De Lie (BEL)      | 7.              |
| 142             | Frederik Frison (BEL)    | 73.             |
| 143             | Arjen Livyns (BEL)       | 70.             |
| 144             | Mathijs Paasschens (NED) | 74.             |
| 145             | Liam Slock (BEL)         | DNF             |
| 146             | Brent Van Moer (BEL)     | 39.             |
| 147             | Florian Vermeersch (BEL) | 32.             |

| Cofidis COF | Cofidis COF            | Cofidis COF |
| ----------- | ---------------------- | ----------- |
| Nr.         | Rytter                 | Placering   |
| 151         | Bryan Coquard (FRA)    | 22.         |
| 152         | Piet Allegaert (BEL)   | 13.         |
| 153         | André Carvalho (POR)   | 59.         |
| 154         | Christophe Noppe (BEL) | 75.         |
| 155         | Alexis Renard (FRA)    | 28.         |
| 156         | Jelle Wallays (BEL)    | 77.         |
| 157         | Max Walscheid (GER)    | 42.         |

| TotalEnergies TEN | TotalEnergies TEN            | TotalEnergies TEN |
| ----------------- | ---------------------------- | ----------------- |
| Nr.               | Rytter                       | Placering         |
| 161               | Peter Sagan (SVK) (landevej) | 33.               |
| 162               | Lorrenzo Manzin (FRA)        | DNF               |
| 163               | Daniel Oss (ITA)             | DNF               |
| 164               | Edvald Boasson Hagen (NOR)   | 48.               |
| 165               | Jason Tesson (FRA)           | DNF               |
| 166               | Anthony Turgis (FRA)         | 95.               |
| 167               | Dries Van Gestel (BEL)       | 17.               |

| Team Jayco AlUla JAY | Team Jayco AlUla JAY          | Team Jayco AlUla JAY |
| -------------------- | ----------------------------- | -------------------- |
| Nr.                  | Rytter                        | Placering            |
| 171                  | Alexandre Balmer (SUI)        | DNF                  |
| 172                  | Christopher Juul-Jensen (DEN) | 66.                  |
| 173                  | Luke Durbridge (AUS)          | DNS                  |
| 174                  | Felix Engelhardt (GER)        | DNF                  |
| 175                  | Kelland O'Brien (AUS)         | DNF                  |
| 176                  | Lukas Pöstlberger (AUT)       | DNF                  |
| 177                  | Zdeněk Štybar (CZE)           | 85.                  |

| Movistar Team MOV | Movistar Team MOV         | Movistar Team MOV |
| ----------------- | ------------------------- | ----------------- |
| Nr.               | Rytter                    | Placering         |
| 181               | Iván García Cortina (ESP) | 11.               |
| 182               | Imanol Erviti (ESP)       | 64.               |
| 183               | Matteo Jorgenson (USA)    | 65.               |
| 184               | Max Kanter (GER)          | 69.               |
| 185               | Lluís Mas (ESP)           | 71.               |
| 186               | Mathias Norsgaard (DEN)   | DNF               |
| 187               | Iván Romeo (ESP)          | DNF               |

| Team Flanders-Baloise TFB | Team Flanders-Baloise TFB | Team Flanders-Baloise TFB |
| ------------------------- | ------------------------- | ------------------------- |
| Nr.                       | Rytter                    | Placering                 |
| 191                       | Ruben Apers (BEL)         | DNF                       |
| 192                       | Toon Clynhens (BEL)       | DNF                       |
| 193                       | Gilles De Wilde (BEL)     | 26.                       |
| 194                       | Milan Fretin (BEL)        | DNF                       |
| 195                       | Alex Colman (BEL)         | DNF                       |
| 196                       | Elias Maris (BEL)         | 51.                       |
| 197                       | Ward Vanhoof (BEL)        | 52.                       |

| Israel-Premier Tech IPT | Israel-Premier Tech IPT | Israel-Premier Tech IPT |
| ----------------------- | ----------------------- | ----------------------- |
| Nr.                     | Rytter                  | Placering               |
| 201                     | Guillaume Boivin (CAN)  | DNF                     |
| 202                     | Giacomo Nizzolo (ITA)   | 41.                     |
| 203                     | Jens Reynders (BEL)     | DNF                     |
| 204                     | Guy Sagiv (ISR)         | DNF                     |
| 205                     | Tom Van Asbroeck (BEL)  | 44.                     |
| 206                     | Sep Vanmarcke (BEL)     | 16.                     |
| 207                     | Rick Zabel (GER)        | DNF                     |

| Uno-X Pro Cycling Team UXT | Uno-X Pro Cycling Team UXT     | Uno-X Pro Cycling Team UXT |
| -------------------------- | ------------------------------ | -------------------------- |
| Nr.                        | Rytter                         | Placering                  |
| 211                        | Alexander Kristoff (NOR)       | 43.                        |
| 212                        | Rasmus Tiller (NOR) (landevej) | 67.                        |
| 213                        | Kristoffer Halvorsen (NOR)     | 47.                        |
| 214                        | Anders Skaarseth (NOR)         | 21.                        |
| 215                        | Erik Nordsæter Resell (NOR)    | 49.                        |
| 216                        | Louis Bendixen (DEN)           | DNF                        |
| 217                        | Søren Wærenskjold (NOR)        | DNF                        |

| Bingoal WB BWB | Bingoal WB BWB                 | Bingoal WB BWB |
| -------------- | ------------------------------ | -------------- |
| Nr.            | Rytter                         | Placering      |
| 221            | Louis Blouwe (BEL)             | DNF            |
| 222            | Rémy Mertz (BEL)               | 63.            |
| 223            | Karl Patrick Lauk (EST)        | DNF            |
| 224            | Matteo Malucelli (ITA)         | DNF            |
| 225            | Alexander Salby (DEN)          | DNF            |
| 226            | Nathan Vandepitte (FRA)        | DNF            |
| 227            | Guillaume Van Keirsbulck (BEL) | 55.            |

| Q36.5 Pro Cycling Team Q36 | Q36.5 Pro Cycling Team Q36 | Q36.5 Pro Cycling Team Q36 |
| -------------------------- | -------------------------- | -------------------------- |
| Nr.                        | Rytter                     | Placering                  |
| 231                        | Antonio Puppio (ITA)       | 94.                        |
| 232                        | Jack Bauer (NZL)           | DNF                        |
| 233                        | Kamil Małecki (POL)        | DNF                        |
| 234                        | Matteo Moschetti (ITA)     | DNF                        |
| 235                        | Alessandro Fedeli (ITA)    | DNF                        |
| 236                        | Tobias Ludvigsson (SWE)    | 88.                        |
| 237                        | Filippo Colombo (SUI)      | 29.                        |

| Human Powered Health HPM | Human Powered Health HPM    | Human Powered Health HPM |
| ------------------------ | --------------------------- | ------------------------ |
| Nr.                      | Rytter                      | Placering                |
| 241                      | Stanisław Aniołkowski (POL) | 61.                      |
| 242                      | Alan Banaszek (POL)         | DNF                      |
| 243                      | Matthew Gibson (GBR)        | DNF                      |
| 244                      | August Jensen (NOR)         | DNF                      |
| 245                      | Benjamin Perry (CAN)        | DNF                      |
| 246                      | Sasha Weemaes (BEL)         | DNF                      |
| 247                      | Stephen Bassett (USA)       | DNF                      |

| Soudal Quick-Step SOQ | Soudal Quick-Step SOQ             | Soudal Quick-Step SOQ |
| --------------------- | --------------------------------- | --------------------- |
| Nr.                   | Rytter                            | Placering             |
| 1                     | Fabio Jakobsen (NED) (landevej)   | 9.                    |
| 2                     | Jannik Steimle (GER)              | DNF                   |
| 3                     | Davide Ballerini (ITA)            | 36.                   |
| 4                     | Yves Lampaert (BEL)               | 76.                   |
| 5                     | Casper Pedersen (DEN)             | DNF                   |
| 6                     | Florian Sénéchal (FRA) (landevej) | 40.                   |
| 7                     | Stan Van Tricht (BEL)             | DNF                   |

| Jumbo-Visma TJV | Jumbo-Visma TJV            | Jumbo-Visma TJV |
| --------------- | -------------------------- | --------------- |
| Nr.             | Rytter                     | Placering       |
| 11              | Dylan van Baarle (NED)     | 35.             |
| 12              | Tiesj Benoot (BEL)         | 1.              |
| 13              | Edoardo Affini (ITA)       | DNF             |
| 14              | Christophe Laporte (FRA)   | 6.              |
| 15              | Jan Tratnik (SLO)          | 34.             |
| 16              | Nathan Van Hooydonck (BEL) | 2.              |
| 17              | Per Strand Hagenes (NOR)   | 92.             |

| Trek-Segafredo TFS | Trek-Segafredo TFS      | Trek-Segafredo TFS |
| ------------------ | ----------------------- | ------------------ |
| Nr.                | Rytter                  | Placering          |
| 21                 | Jasper Stuyven (BEL)    | 10.                |
| 22                 | Filippo Baroncini (ITA) | DNF                |
| 23                 | Alex Kirsch (LUX)       | 27.                |
| 24                 | Bauke Mollema (NED)     | 90.                |
| 25                 | Jacopo Mosca (ITA)      | 89.                |
| 26                 | Toms Skujiņš (LAT)      | 23.                |
| 27                 | Mathias Vacek (CZE)     | DNF                |

| Bora-Hansgrohe BOH | Bora-Hansgrohe BOH           | Bora-Hansgrohe BOH |
| ------------------ | ---------------------------- | ------------------ |
| Nr.                | Rytter                       | Placering          |
| 31                 | Nico Denz (GER)              | DNF                |
| 32                 | Marco Haller (AUT)           | 53.                |
| 33                 | Jonas Koch (GER)             | 62.                |
| 34                 | Luis-Joe Lührs (GER)         | 57.                |
| 35                 | Jordi Meeus (BEL)            | 8.                 |
| 36                 | Nils Politt (GER) (landevej) | 54.                |
| 37                 | Ide Schelling (NED)          | 87.                |

| Arkéa-Samsic ARK | Arkéa-Samsic ARK      | Arkéa-Samsic ARK |
| ---------------- | --------------------- | ---------------- |
| Nr.              | Rytter                | Placering        |
| 41               | David Dekker (NED)    | DNF              |
| 42               | Daniel McLay (GBR)    | 80.              |
| 43               | Alan Riou (FRA)       | 72.              |
| 44               | Clément Russo (FRA)   | DNF              |
| 45               | Kévin Ledanois (FRA)  | DNF              |
| 46               | Luca Mozzato (ITA)    | 15.              |
| 47               | Donavan Grondin (FRA) | DNF              |

| AG2R Citroën Team ACT | AG2R Citroën Team ACT     | AG2R Citroën Team ACT |
| --------------------- | ------------------------- | --------------------- |
| Nr.                   | Rytter                    | Placering             |
| 51                    | Greg Van Avermaet (BEL)   | 81.                   |
| 52                    | Lawrence Naesen (BEL)     | 96.                   |
| 53                    | Oliver Naesen (BEL)       | 79.                   |
| 54                    | Valentin Retailleau (FRA) | DNF                   |
| 55                    | Michael Schär (SUI)       | 84.                   |
| 56                    | Bastien Tronchon (FRA)    | DNF                   |
| 57                    | Pierre Gautherat (FRA)    | 93.                   |

| Bahrain Victorious TBV | Bahrain Victorious TBV | Bahrain Victorious TBV |
| ---------------------- | ---------------------- | ---------------------- |
| Nr.                    | Rytter                 | Placering              |
| 61                     | Jonathan Milan (ITA)   | 12.                    |
| 62                     | Filip Maciejuk (POL)   | 45.                    |
| 63                     | Matej Mohorič (SLO)    | 3.                     |
| 64                     | Andrea Pasqualon (ITA) | 31.                    |
| 65                     | Fred Wright (GBR)      | 37.                    |
| 66                     | Dušan Rajović (SRB)    | DNF                    |
| 67                     | Cameron Scott (AUS)    | DNF                    |

| Intermarché-Circus-Wanty ICW | Intermarché-Circus-Wanty ICW | Intermarché-Circus-Wanty ICW |
| ---------------------------- | ---------------------------- | ---------------------------- |
| Nr.                          | Rytter                       | Placering                    |
| 71                           | Niccolò Bonifazio (ITA)      | DNF                          |
| 72                           | Dries De Pooter (BEL)        | 58.                          |
| 73                           | Rune Herregodts (BEL)        | DNF                          |
| 74                           | Arne Marit (BEL)             | 50.                          |
| 75                           | Madis Mihkels (EST)          | DNF                          |
| 76                           | Baptiste Planckaert (BEL)    | DNF                          |
| 77                           | Taco van der Hoorn (NED)     | 4.                           |

| Alpecin-Deceuninck ADC | Alpecin-Deceuninck ADC | Alpecin-Deceuninck ADC |
| ---------------------- | ---------------------- | ---------------------- |
| Nr.                    | Rytter                 | Placering              |
| 81                     | Jasper Philipsen (BEL) | DNF                    |
| 82                     | Sam Gaze (NZL)         | DNF                    |
| 83                     | Kaden Groves (AUS)     | 14.                    |
| 84                     | Robbe Ghys (BEL)       | DNF                    |
| 85                     | Silvan Dillier (SUI)   | DNF                    |
| 86                     | Axel Laurance (FRA)    | 82.                    |
| 87                     | Timo Kielich (BEL)     | 91.                    |

| Groupama-FDJ GFC | Groupama-FDJ GFC      | Groupama-FDJ GFC |
| ---------------- | --------------------- | ---------------- |
| Nr.              | Rytter                | Placering        |
| 91               | Lewis Askey (GBR)     | 60.              |
| 92               | Olivier Le Gac (FRA)  | 19.              |
| 93               | Fabian Lienhard (SUI) | 68.              |
| 94               | Paul Penhoët (FRA)    | DNF              |
| 95               | Miles Scotson (AUS)   | DNF              |
| 96               | Jake Stewart (GBR)    | DNF              |
| 97               | Samuel Watson (GBR)   | 18.              |

| UAE Team Emirates UAD | UAE Team Emirates UAD  | UAE Team Emirates UAD |
| --------------------- | ---------------------- | --------------------- |
| Nr.                   | Rytter                 | Placering             |
| 101                   | Pascal Ackermann (GER) | 30.                   |
| 102                   | Sjoerd Bax (NED)       | 86.                   |
| 104                   | Rui Oliveira (POR)     | 20.                   |
| 105                   | Matteo Trentin (ITA)   | DNF                   |
| 106                   | Michael Vink (NZL)     | DNF                   |
| 107                   | Tim Wellens (BEL)      | 5.                    |

| Astana Qazaqstan Team AST | Astana Qazaqstan Team AST | Astana Qazaqstan Team AST |
| ------------------------- | ------------------------- | ------------------------- |
| Nr.                       | Rytter                    | Placering                 |
| 111                       | Leonardo Basso (ITA)      | DNF                       |
| 113                       | Manuele Boaro (ITA)       | DNF                       |
| 114                       | Jevgenij Giditj (KAZ)     | DNF                       |
| 115                       | Jevgenij Fedorov (KAZ)    | 83.                       |
| 116                       | Martin Laas (EST)         | DNF                       |
| 117                       | Gleb Syritsa              | DNF                       |

| Team DSM DSM | Team DSM DSM          | Team DSM DSM |
| ------------ | --------------------- | ------------ |
| Nr.          | Rytter                | Placering    |
| 121          | Patrick Bevin (NZL)   | DNF          |
| 122          | Alberto Dainese (ITA) | DNF          |
| 123          | Nils Eekhoff (NED)    | DNF          |
| 124          | Leon Heinschke (GER)  | DNF          |
| 125          | Sean Flynn (GBR)      | 25.          |
| 126          | Tim Naberman (NED)    | 56.          |
| 127          | Casper van Uden (NED) | 46.          |

| Ineos Grenadiers IGD | Ineos Grenadiers IGD     | Ineos Grenadiers IGD |
| -------------------- | ------------------------ | -------------------- |
| Nr.                  | Rytter                   | Placering            |
| 131                  | Brandon Rivera (COL)     | 78.                  |
| 132                  | Michał Kwiatkowski (POL) | DNF                  |
| 134                  | Luke Rowe (GBR)          | DNF                  |
| 135                  | Magnus Sheffield (USA)   | 24.                  |
| 136                  | Connor Swift (GBR)       | 38.                  |

| Lotto Dstny LTD | Lotto Dstny LTD          | Lotto Dstny LTD |
| --------------- | ------------------------ | --------------- |
| Nr.             | Rytter                   | Placering       |
| 141             | Arnaud De Lie (BEL)      | 7.              |
| 142             | Frederik Frison (BEL)    | 73.             |
| 143             | Arjen Livyns (BEL)       | 70.             |
| 144             | Mathijs Paasschens (NED) | 74.             |
| 145             | Liam Slock (BEL)         | DNF             |
| 146             | Brent Van Moer (BEL)     | 39.             |
| 147             | Florian Vermeersch (BEL) | 32.             |

| Cofidis COF | Cofidis COF            | Cofidis COF |
| ----------- | ---------------------- | ----------- |
| Nr.         | Rytter                 | Placering   |
| 151         | Bryan Coquard (FRA)    | 22.         |
| 152         | Piet Allegaert (BEL)   | 13.         |
| 153         | André Carvalho (POR)   | 59.         |
| 154         | Christophe Noppe (BEL) | 75.         |
| 155         | Alexis Renard (FRA)    | 28.         |
| 156         | Jelle Wallays (BEL)    | 77.         |
| 157         | Max Walscheid (GER)    | 42.         |

| TotalEnergies TEN | TotalEnergies TEN            | TotalEnergies TEN |
| ----------------- | ---------------------------- | ----------------- |
| Nr.               | Rytter                       | Placering         |
| 161               | Peter Sagan (SVK) (landevej) | 33.               |
| 162               | Lorrenzo Manzin (FRA)        | DNF               |
| 163               | Daniel Oss (ITA)             | DNF               |
| 164               | Edvald Boasson Hagen (NOR)   | 48.               |
| 165               | Jason Tesson (FRA)           | DNF               |
| 166               | Anthony Turgis (FRA)         | 95.               |
| 167               | Dries Van Gestel (BEL)       | 17.               |

| Team Jayco AlUla JAY | Team Jayco AlUla JAY          | Team Jayco AlUla JAY |
| -------------------- | ----------------------------- | -------------------- |
| Nr.                  | Rytter                        | Placering            |
| 171                  | Alexandre Balmer (SUI)        | DNF                  |
| 172                  | Christopher Juul-Jensen (DEN) | 66.                  |
| 173                  | Luke Durbridge (AUS)          | DNS                  |
| 174                  | Felix Engelhardt (GER)        | DNF                  |
| 175                  | Kelland O'Brien (AUS)         | DNF                  |
| 176                  | Lukas Pöstlberger (AUT)       | DNF                  |
| 177                  | Zdeněk Štybar (CZE)           | 85.                  |

| Movistar Team MOV | Movistar Team MOV         | Movistar Team MOV |
| ----------------- | ------------------------- | ----------------- |
| Nr.               | Rytter                    | Placering         |
| 181               | Iván García Cortina (ESP) | 11.               |
| 182               | Imanol Erviti (ESP)       | 64.               |
| 183               | Matteo Jorgenson (USA)    | 65.               |
| 184               | Max Kanter (GER)          | 69.               |
| 185               | Lluís Mas (ESP)           | 71.               |
| 186               | Mathias Norsgaard (DEN)   | DNF               |
| 187               | Iván Romeo (ESP)          | DNF               |

| Team Flanders-Baloise TFB | Team Flanders-Baloise TFB | Team Flanders-Baloise TFB |
| ------------------------- | ------------------------- | ------------------------- |
| Nr.                       | Rytter                    | Placering                 |
| 191                       | Ruben Apers (BEL)         | DNF                       |
| 192                       | Toon Clynhens (BEL)       | DNF                       |
| 193                       | Gilles De Wilde (BEL)     | 26.                       |
| 194                       | Milan Fretin (BEL)        | DNF                       |
| 195                       | Alex Colman (BEL)         | DNF                       |
| 196                       | Elias Maris (BEL)         | 51.                       |
| 197                       | Ward Vanhoof (BEL)        | 52.                       |

| Israel-Premier Tech IPT | Israel-Premier Tech IPT | Israel-Premier Tech IPT |
| ----------------------- | ----------------------- | ----------------------- |
| Nr.                     | Rytter                  | Placering               |
| 201                     | Guillaume Boivin (CAN)  | DNF                     |
| 202                     | Giacomo Nizzolo (ITA)   | 41.                     |
| 203                     | Jens Reynders (BEL)     | DNF                     |
| 204                     | Guy Sagiv (ISR)         | DNF                     |
| 205                     | Tom Van Asbroeck (BEL)  | 44.                     |
| 206                     | Sep Vanmarcke (BEL)     | 16.                     |
| 207                     | Rick Zabel (GER)        | DNF                     |

| Uno-X Pro Cycling Team UXT | Uno-X Pro Cycling Team UXT     | Uno-X Pro Cycling Team UXT |
| -------------------------- | ------------------------------ | -------------------------- |
| Nr.                        | Rytter                         | Placering                  |
| 211                        | Alexander Kristoff (NOR)       | 43.                        |
| 212                        | Rasmus Tiller (NOR) (landevej) | 67.                        |
| 213                        | Kristoffer Halvorsen (NOR)     | 47.                        |
| 214                        | Anders Skaarseth (NOR)         | 21.                        |
| 215                        | Erik Nordsæter Resell (NOR)    | 49.                        |
| 216                        | Louis Bendixen (DEN)           | DNF                        |
| 217                        | Søren Wærenskjold (NOR)        | DNF                        |

| Bingoal WB BWB | Bingoal WB BWB                 | Bingoal WB BWB |
| -------------- | ------------------------------ | -------------- |
| Nr.            | Rytter                         | Placering      |
| 221            | Louis Blouwe (BEL)             | DNF            |
| 222            | Rémy Mertz (BEL)               | 63.            |
| 223            | Karl Patrick Lauk (EST)        | DNF            |
| 224            | Matteo Malucelli (ITA)         | DNF            |
| 225            | Alexander Salby (DEN)          | DNF            |
| 226            | Nathan Vandepitte (FRA)        | DNF            |
| 227            | Guillaume Van Keirsbulck (BEL) | 55.            |

| Q36.5 Pro Cycling Team Q36 | Q36.5 Pro Cycling Team Q36 | Q36.5 Pro Cycling Team Q36 |
| -------------------------- | -------------------------- | -------------------------- |
| Nr.                        | Rytter                     | Placering                  |
| 231                        | Antonio Puppio (ITA)       | 94.                        |
| 232                        | Jack Bauer (NZL)           | DNF                        |
| 233                        | Kamil Małecki (POL)        | DNF                        |
| 234                        | Matteo Moschetti (ITA)     | DNF                        |
| 235                        | Alessandro Fedeli (ITA)    | DNF                        |
| 236                        | Tobias Ludvigsson (SWE)    | 88.                        |
| 237                        | Filippo Colombo (SUI)      | 29.                        |

| Human Powered Health HPM | Human Powered Health HPM    | Human Powered Health HPM |
| ------------------------ | --------------------------- | ------------------------ |
| Nr.                      | Rytter                      | Placering                |
| 241                      | Stanisław Aniołkowski (POL) | 61.                      |
| 242                      | Alan Banaszek (POL)         | DNF                      |
| 243                      | Matthew Gibson (GBR)        | DNF                      |
| 244                      | August Jensen (NOR)         | DNF                      |
| 245                      | Benjamin Perry (CAN)        | DNF                      |
| 246                      | Sasha Weemaes (BEL)         | DNF                      |
| 247                      | Stephen Bassett (USA)       | DNF                      |